# Венера-9 і Венера-10
«Венера-9» і«Венера-10» — автоматична науково-дослідницька космічна станція, призначена для дослідження планети Венери в рамках програми «Венера».

## Технічна характеристика
Ракети-носії обох апаратів — «Протон». «Венера-9» і «Венера-10» включають кожен власне космічний апарат (КА) і спусковий апарат. Маса апаратів 4936 і 5033 кг; маса кожного посадкового апарата з теплозахисним корпусом 1560 кг.
Основний силовий елемент КА — блок баків, на днищі якого закріплені ракетний двигун і приладовий відсік у формі тора. 
У верхній частині космічного апарата міститься перехідник для кріплення спускного апарата.
У відсіку з приладами розміщені системи управління, терморегулювання та ін. Спускний апарат має міцний корпус сферичної форми (розрахований на зовнішній тиск 10 МПа), покритий зовнішньою і внутрішньою теплоізоляцією. 

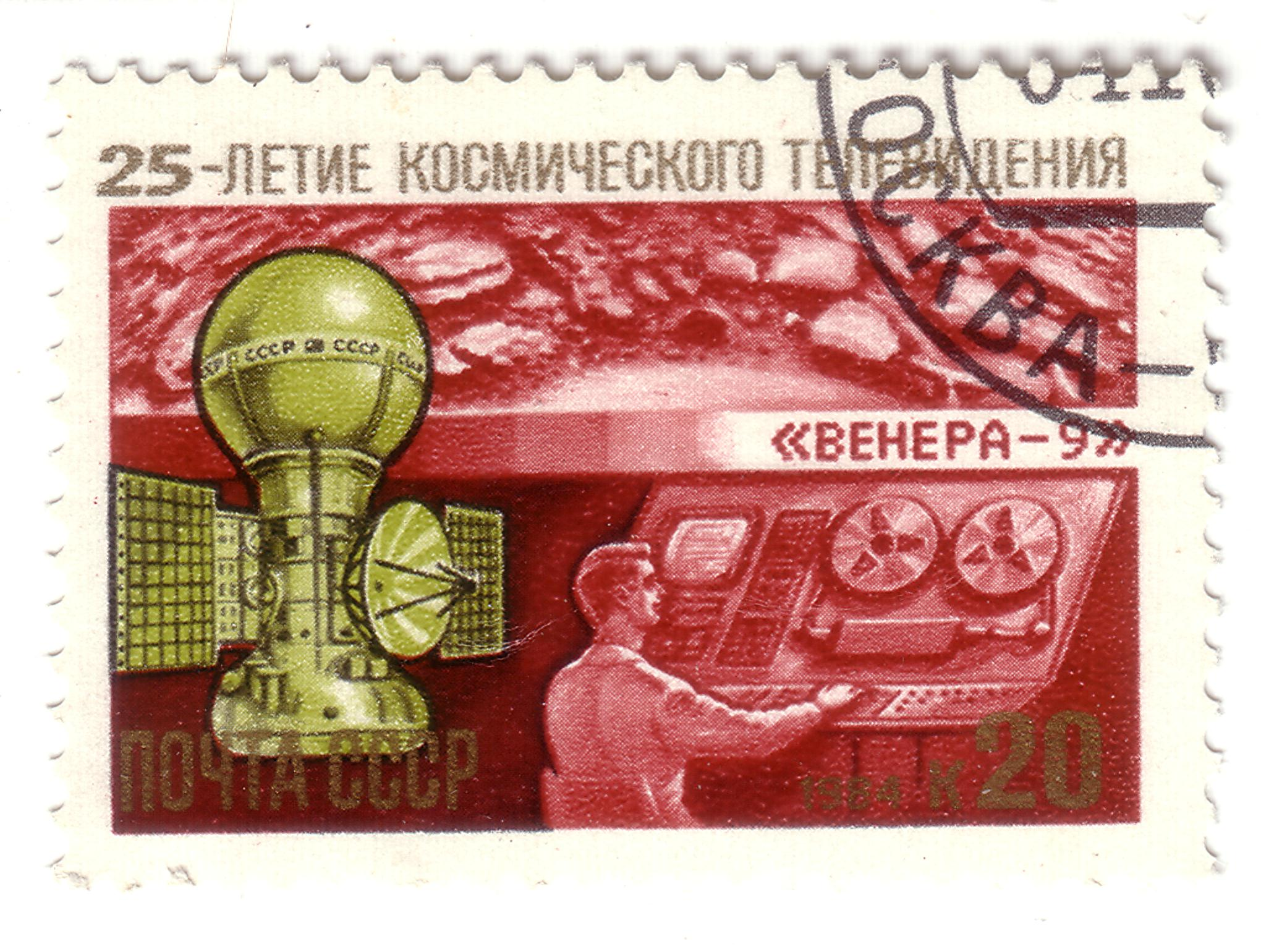
Поштова марка СРСР, 25 років космічному телебаченню з зображенням КА «Венера-9»

У верхній частині до спускного апарата кріпиться аеродинамічний гальмівний пристрій, у нижній — пристрій для посадки.

## Наукові прилади
В апараті спуску встановлені прилади радіокомплексу, оптико-механічного ТВ пристрою, акумулятор, блоки автоматики, засоби терморегулювання, наукові прилади.
Апарат спуску знаходився усередині теплозахисного корпусу сферичної форми (діаметром 2,4 м), що захищає його від високих температур на всій ділянці гальмування. У польоті з «Венера-9» і «Венера-10» було проведено дві корекції траєкторії.
АС оснащений комплексом наукової апаратури, що включає:
- панорамний телефотометр для вивчення оптичних властивостей і отримання зображення поверхні в місці посадки;
- фотометр для вимірювання світлових потоків в зелених, жовтих і червоних променях і в двох ділянках НК променів;
- фотометр для вимірювання яскравості атмосфери в інфрачервоному спектрі і визначення хімічного складу атмосфери методом спектрального аналізу;
- датчики тиску і температури;
- акселерометри для вимірювання перевантажень на ділянці входу в атмосферу;
- мас-спектрометр для вимірювання хімічного складу атмосфери на висотах 63-34 км;
- анемометр для визначення швидкості вітру на поверхні планети;
- гамма-спектрометр для визначення вмісту природних радіоактивних елементів у венеріанських породах;
- радіаційний щільномір для визначення щільності ґрунту в поверхневому шарі планети.

## Перебіг космічної експедиції
"Венера-9» була запущена 8 червня 1975 року, «Венера-10» — 14 червня 1975 року.
За дві доби до підльоту до Венери від КА були відокремлені посадкові апарати, які здійснили м'яку посадку (22 і 25 жовтня 1975) на невидиму в цей час з Землі освітленому боці Венери.
Після відділення АС космічні апарати були переведені на прогонові траєкторії, а потім виведені на орбіти штучних супутників планети. Для передачі наукової інформації була реалізована необхідна балістична схема, що забезпечила потрібний простір, взаємне положення КА та АС.
Інформація, отримана кожним АС, передавалася на свій КА, що став до цього часу штучним супутником Венери, і ретранслювалась на Землю. АС увійшов в атмосферу планети під кутом 20–23°.
Після аеродинамічного гальмування здійснювався спуск на парашутах протягом 20 хв (для проведення дослідження шару хмар), потім був скинутий парашут і здійснено швидкий спуск.
Висока щільність нижніх шарів атмосфери планети дозволяла здійснити відносно м'яку посадку, із збереженням працездатності апарата, використовуючи як гальма лише жорстко закріплений конічний аеродинамічний гальмівний пристрій і опір самої конструкції.